# Campionati del mondo di atletica leggera 2003 - Eptathlon
La gara di eptathlon ai campionati del mondo di atletica leggera 2003 si è tenuta il 23 e 24 agosto 2003. La vincitrice, Carolina Klüft, è stata la terza donna ad infrangere la barriera dei 7000 punti, con ben 6 gare su 7 dove ha fatto il suo primato personale.

## Risultati
| Pos. | Atleta                     | Punti | 100 hs | Alto   | Peso    | 200 m | Lungo  | Giavellotto | 800 m   |
| ---- | -------------------------- | ----- | ------ | ------ | ------- | ----- | ------ | ----------- | ------- |
| 1    | Carolina Klüft (SWE)       | 7001  | 13"18  | 1,94 m | 14,19 m | 22"98 | 6,68 m | 49,90 m     | 2'12"12 |
| 2    | Eunice Barber (FRA)        | 6755  | 13"05  | 1,91 m | 12,97 m | 23"92 | 6,61 m | 49,60 m     | 2'13"68 |
| 3    | Natallja Sazanovič (BLR)   | 6524  | 13"67  | 1,76 m | 16,81 m | 24"25 | 6,47 m | 44,93 m     | 2'16"53 |
| 4    | Elena Prochorova (RUS)     | 6452  | 13"87  | 1,82 m | 13,36 m | 23"99 | 6,46 m | 43,60 m     | 2'08"31 |
| 5    | Denise Lewis (GBR)         | 6254  | 13"37  | 1,64 m | 15,25 m | 24"55 | 6,19 m | 49,88 m     | 2'19"58 |
| 6    | Gertrud Bacher (ITA)       | 6166  | 14"01  | 1,76 m | 13,32 m | 24"91 | 5,99 m | 47,11 m     | 2'09"83 |
| 7    | Larisa Netšeporuk (EST)    | 6154  | 13"91  | 1,76 m | 13,97 m | 24"96 | 6,05 m | 50,05 m     | 2'19"76 |
| 8    | Sonja Kesselschläger (GER) | 6134  | 13"34  | 1,76 m | 13,77 m | 24"94 | 6,17 m | 41,57 m     | 2'17"19 |
| 9    | Aryiro Strataki (GRE)      | 6077  | 13"93  | 1,79 m | 13,34 m | 24"69 | 6,03 m | 44,27 m     | 2'18"06 |
| 10   | Austra Skujytė (LTU)       | 6077  | 14"44  | 1,76 m | 16,35 m | 25"76 | 5,86 m | 47,57 m     | 2'18"64 |
| 11   | Svetlana Kazanina (KAZ)    | 6047  | 14"44  | 1,73 m | 13,23 m | 25"06 | 5,91 m | 50,17 m     | 2'12"42 |
| 12   | Irina Butor (BLR)          | 6035  | 13"92  | 1,79 m | 12,51 m | 24"67 | 5,86 m | 46,43 m     | 2'16"72 |
| 13   | Natalya Roshchupkina (RUS) | 6034  | 14"32  | 1,70 m | 14,53 m | 24"21 | 5,85 m | 43,22 m     | 2'12"95 |
| 14   | Julie Hollman (GBR)        | 6018  | 14"10  | 1,85 m | 12,05 m | 24"72 | 6,06 m | 41,01 m     | 2'15"83 |
| 15   | Irina Naumenko (KAZ)       | 5971  | 14"20  | 1,79 m | 12,88 m | 24"98 | 6,00 m | 42,15 m     | 2'15"36 |
| 16   | Yelena Chernyavskaya (RUS) | 5969  | 13"85  | 1,76 m | 12,76 m | 25"03 | 5,99 m | 37,83 m     | 2'09"38 |
| 17   | Līga Kļaviņa (LAT)         | 5932  | 13"92  | 1,76 m | 14,24 m | 24"37 | 6,07 m | 41,17 m     | 2'29"60 |
| 18   | Sylvie Dufour (SUI)        | 5723  | 14"06  | 1,67 m | 13,34 m | 25"24 | 5,62 m | 39,83 m     | 2'12"77 |
|      | Margaret Simpson (GHA)     | dnf   | 13"68  | 1,76 m | 12,62 m | 24"84 | 5,96 m | dns         |         |
|      | Kim Schiemenz (USA)        | dnf   | 13"96  | 1,79 m | 12,93 m | 24"85 | dns    |             |         |
|      | Tia Hellebaut (BEL)        | dnf   | 14"24  | 1,85 m | 11,66 m | 26"09 | dns    |             |         |
|      | Svetlana Gnezdilov (ISR)   | dnf   | 13"62  | 1,55 m | 11,36 m | dns   |        |             |         |